# Государственный фонд кинофильмов Российской Федерации
Федеральное государственное бюджетное учреждение культуры «Государственный фонд кинофильмов Российской Федерации» (сокр. Госфильмофонд России, ранее — Всесоюзный государственный фонд кинофильмов, Госфильмофонд СССР) — главный киноархив Российской Федерации, член Международной федерации киноархивов (FIAF).
Государственное учреждение культуры — хранитель коллекции фильмов и других киноматериалов — осуществляет собирательскую, творческо-производственную, культурно-просветительную, научно-исследовательскую, методическую и информационную деятельность в сфере кинематографии.
Госфильмофонд располагает большой коллекцией, насчитывающей более 200 тысяч названий — от немых кинокартин конца XIX века до современных российских и зарубежных фильмов. Здесь также хранится около 450 тысяч единиц материалов, имеющих отношение к киноискусству: сценарии, монтажные листы, фотографии, киноплакаты и иные материалы по истории кино.
В 1993 году указом президента РФ Госфильмофонд включен в Государственный свод особо ценных объектов культурного наследия народов Российской Федерации.
В 1998 году Госфильмофонд стал членом Ассоциации синематек Европы, которую патронирует Совет Европы. В том же году он был внесен в Книгу рекордов Гиннесса как один из трёх крупнейших в мире киноархивов.

## Расположение
Госфильмофонд находится в Московской области, в городе Домодедово, в микрорайоне Белые Столбы. Территория Госфильмофонда составляет 170 га, на которой располагается 19 фильмохранилищ для киноплёнки и 3 помещения для хранения бумажных материалов и аналоговых носителей информации.
Здесь же располагается фестивальный центр Госфильмофонда, функционирующий как кинотеатр при синематеке с возможностью демонстрации архивных фильмов на плёнке 35 мм и 70 мм.

## История
2 октября 1935 года Оргбюро ЦК ВКП(б) приняло проект постановления о кинонегативном фонде, в котором отмечалось фактически бесхозное хранение картин на кинофабриках и предлагалось построить «центральное хранилище негативов в Москве». Изначально комплекс планировался на территории киностудии «Мосфильм», но впоследствии строительство было перенесено в подмосковный посёлок Белые Столбы и началось в 1937 году.
Первыми в первом советском киноархиве было переписано «хранить в специальном сейфе» негатив «Чапаева», хроникальные съемки Ленина и Сталина, и ещё всего лишь восьми картин, среди которых «Крестьяне».

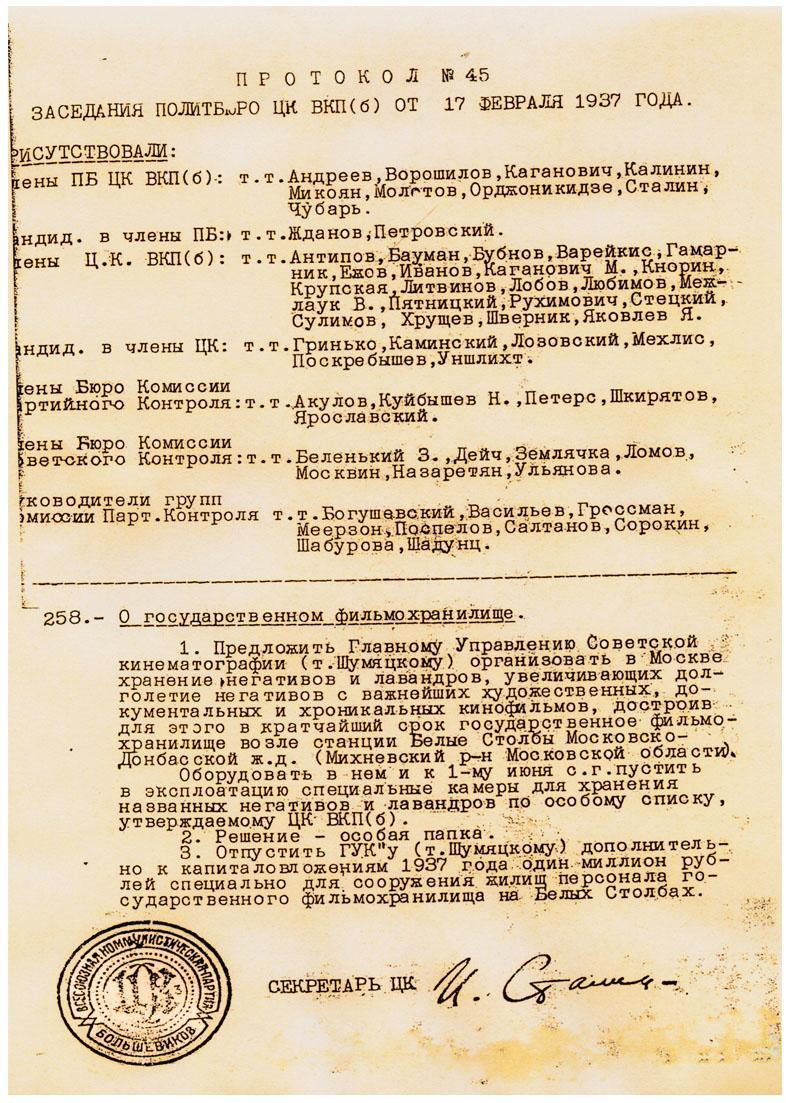
Постановление ЦК ВКП(б) от 17 февраля 1937 года об организации Государственного фильмохранилища в Белых Столбах

В 1941 году с началом Великой Отечественной войны Всесоюзное фильмохранилище было эвакуировано в Поволжье и за Урал — в Казань, Свердловск и Новосибирск. С 1944 года киноматериалы стали возвращать обратно в Белые Столбы.
4 октября 1948 года вышло постановление Совета Министров СССР, в соответствии с которым Всесоюзное фильмохранилище Главкинопроката Министерства кинематографии СССР было преобразовано во Всесоюзный государственный фонд кинофильмов СССР (Госфильмофонд).
В 1957 году Госфильмофонд стал членом Международной Федерации киноархивов (FIAF). Директор Виктор Привато был избран её вице-президентом. В 1964 и 1973 годах при участии Госфильмофонда в Москве прошли ХХ и XXIX конгрессы FIAF.
В 1966 году в Москве был открыт профильный кинотеатр «Иллюзион» для демонстрации архивных фильмов.
В 1992 году Госфильмофонд СССР был переименован в Государственный фонд кинофильмов Российской Федерации.
В 2018 году Госфильмофонд России отметил свой 70-летний юбилей.

## Деятельность
Задача Госфильмофонда — хранение кинокартин, периодическая проверка их качества и их оцифровка. В архивах фонда хранятся эталонные копии советских и отечественных фильмов, с которых снимаются прокатные копии.
В Госфильмофонде производится восстановление и печать кинофильмов, издаются справочники по истории российского и зарубежного кино.
Госфильмофонд отбирает фильмотечный материал для киностудий, телевидения, музеев и других организаций, а также осуществляет обмен фильмов с киноархивами, входящими в FIAF.
С конца 1950 года Госфильмофонд начал вести активную международную деятельность, осуществляя обмен фильмами, кинопрограммами для показа в архивных кинотеатрах, научной и технической документацией. Госфильмофонд связан со 100 архивами из 70 стран.

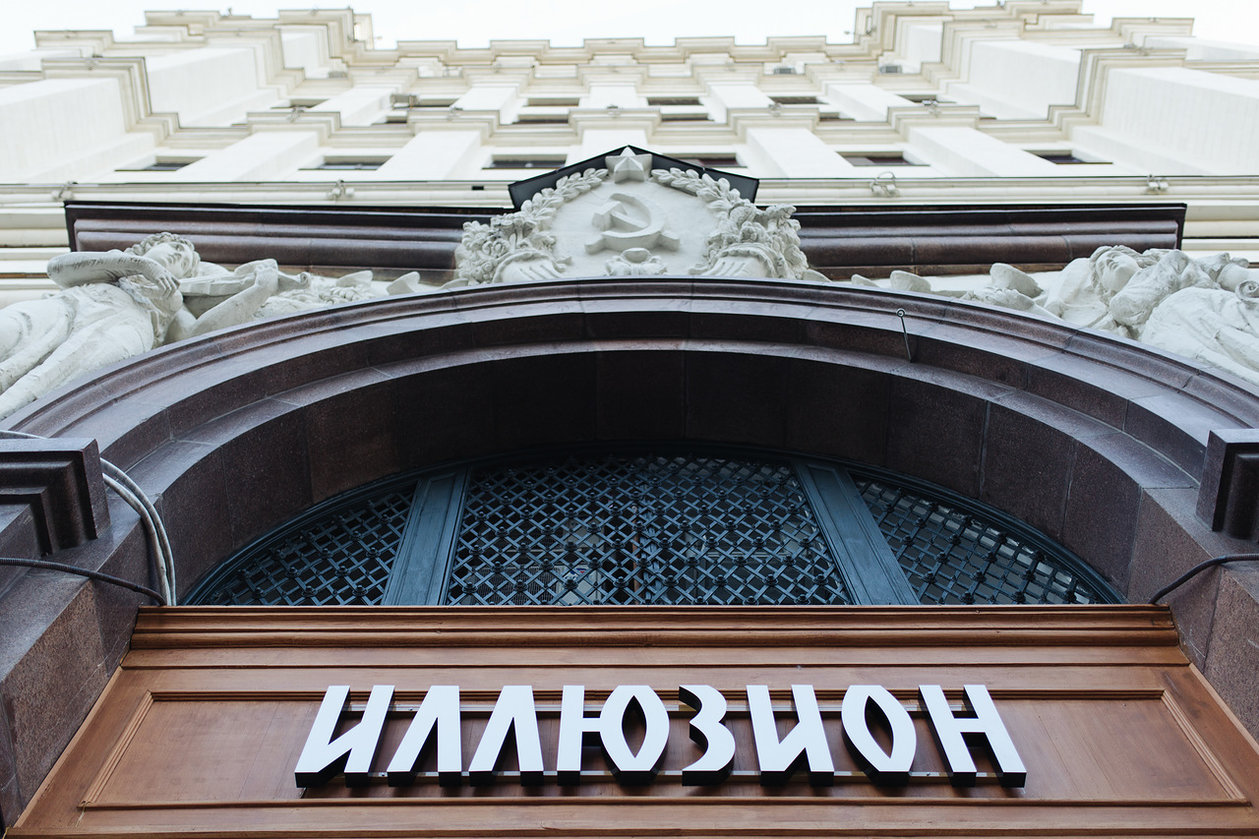
Кинотеатр «Иллюзион». 2018

18 марта 1966 года специально для показа картин из фонда в одной из знаменитых сталинских высоток фильмом «Броненосец „Потемкин“» Сергея Эйзенштейна был открыт специализированный кинотеатр «Иллюзион».
В августе 2018 года кинотеатр был открыт после ремонта программой всероссийской акции «Ночь кино». В результате проведённых работ была изменена основная палитра цветов в интерьере, каменные напольные плиты заменены на более прочный материал — натуральный чёрный гранит. Кроме этого, был возвращен оригинальный вид входной группы кинотеатра, в результате чего открылась историческая арка на фасаде высотки. Также на «Иллюзионе» была воссоздана вывеска, сделанная по подобию той, что была установлена на момент открытия кинотеатра в 1966 году. Сегодня кинотеатр является флагманской площадкой Госфильмофонда России с программами как архивного кино, так и современных фильмов.
В мае 2025 года был запущен телеканал «Госфильмофонд. Машина времени»
С 2025 года издается культурно-просветительский журнал «Вестник Госфильмофонда России», предназначенный для всех, кто интересуется историей и культурой кинематографа.

## Фестиваль «Белые столбы»
С 1997 года Госфильмофонд организует кинофестиваль «Белые Столбы». Фестиваль проводится каждый год в последнюю неделю января.
Основной задачей фестиваля является показ фильмов из архивной коллекции. На фестивале также показывают новинки монтажного кино, созданные на основе  киноматериалов из Госфильмофонда, частных коллекций и зарубежных национальных киноархивов.
У фестиваля нет специального жюри. Лауреаты фестиваля определяются тайным голосованием его участников и гостей, в числе которых традиционно члены Гильдии киноведов и кинокритиков России, историки и теоретики кино, киножурналисты.
Награждение проходит по следующим номинациям:
- Лучшему теоретику/историку кино
- Лучшему кинокритику
- Лучшему киножурналисту
- Лучшей телепрограмме года о кино.

Также вручается специальный приз Госфильмофонда имени Виктора Дёмина за личный вклад в области киноведения.
С 2021 года фестиваль носит название Московский международный фестиваль архивных фильмов. Основной площадкой является кинотеатр Госфильмофонда «Иллюзион».

## Участие в культурной жизни России
Госфильмофонд регулярно выступает партнёром кинофестивалей «Меридианы Тихого», «Балтийские дебюты», «Москва-Тулуза», «Лучезарный ангел».
Руководство Госфильмофонда проводит конкурсы на кинематографическую тематику, в которых может принять участие каждый. Например, весной 2011 года был объявлен конкурс на лучший сценарий о Мордовии.
1 февраля 2011 года Госфильмофонд посетил Председатель Правительства России Владимир Путин, ознакомился с планами развития предприятия и провёл совещание на тему развития кинематографа и кинопроката в России.

## Руководство
- 1936–1938 — В. М. Богатырев, начальник Белостолбовского киностроительства, директор Всесоюзного кинохранилища
- 1938–1940 — Василий Васильевич Ильин, директор Всесоюзного кинохранилища
- 1940–1941 — Исаак Ефимович Купчик
- 1941–1942 — Борис Соломонович Амигуд
- 1942–1943 — Николай Яковлевич Павлов
- 1943–1944 — Василий Федорович Спиченков
- 1944–1945 — Эдуард Александрович Фельдбах, исполняющий обязанности директора Всесоюзного кинохранилища
- 1945–1946 — Эммануил Иванович Бабинчук-Рабинович, директор Всесоюзного кинохранилища
- 1946–1978 — Виктор Станиславович Привато, директор Всесоюзного кинохранилища, директор Госфильмофонда СССР
- 1978–1979 — Виталий Васильевич Тихонов, исполняющий обязанности директора Госфильмофонда СССР
- 1979–1989 — Марк Акимович Строчков, директор Госфильмофонда СССР
- 1990–2001 — Владимир Сергеевич Малышев, генеральный директор Госфильмофонда
- 2001–2017 — Николай Михайлович Бородачев, генеральный директор
- 2017–2018 — Вячеслав Николаевич Тельнов, генеральный директор
- 2018–2019 — Сергей Анатольевич Алексеев, исполняющий обязанности генерального директора
- 2019–2020 — Николай Алексеевич Малаков, генеральный директор
- 2020–2021 — Елена Вячеславовна Филатова, генеральный директор
- 2021–2022 — Роман Сергеевич Чистяков, исполняющий обязанности генерального директора, затем генеральный директор
- 2022—2023 — Александр Владимирович Павлов, генеральный директор
- 2023 — Максим Сергеевич Люлечев, временно исполняющий обязанности генерального директора
- С 2023 — Денис Александрович Аксенов, генеральный директор

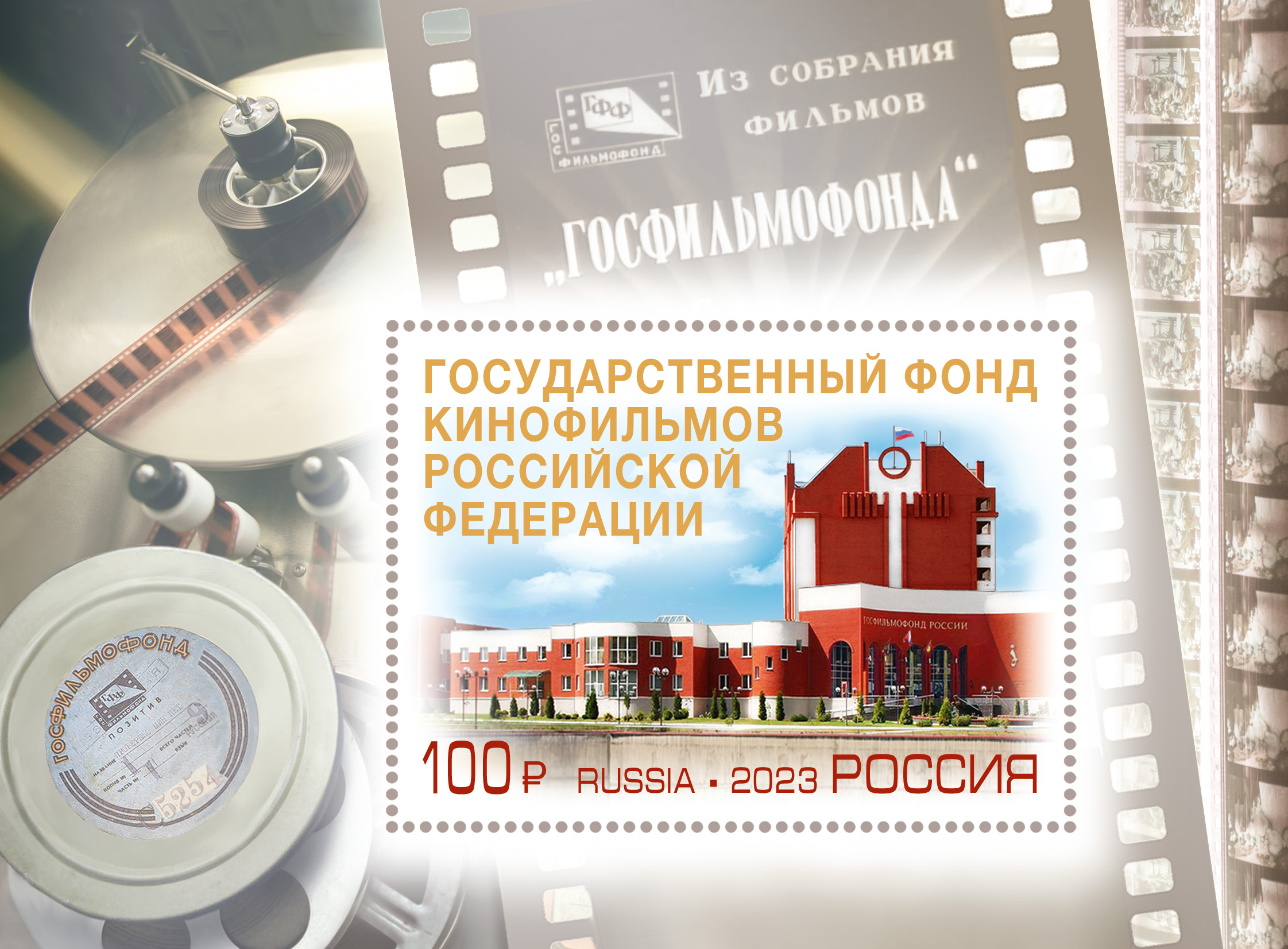
Почтовая марка «75 лет Госфильмофонду России». 2023

## Награды и премии
В 2003 году на II Международном кинофестивале фильмов об искусстве в Бергамо (Италия) цикл из короткометражных монтажных фильмов «Сентиментальный романс 2000», подготовленный Госфильмофондом к 100-летию первого русского игрового фильма «Стенька Разин» («Понизовая вольница», 1908 года), получил специальную премию «За филологическую насыщенность и способность воссоздать магию кино, которого больше нет».
В 2016 году научный отдел Госфильмофонда был награждён премией «Белый слон» имени Мирона Черненко Гильдии киноведов и кинокритиков — «за неоценимый вклад в дело сохранения кинонаследия».

## Специальный приз Госфильмофонда России

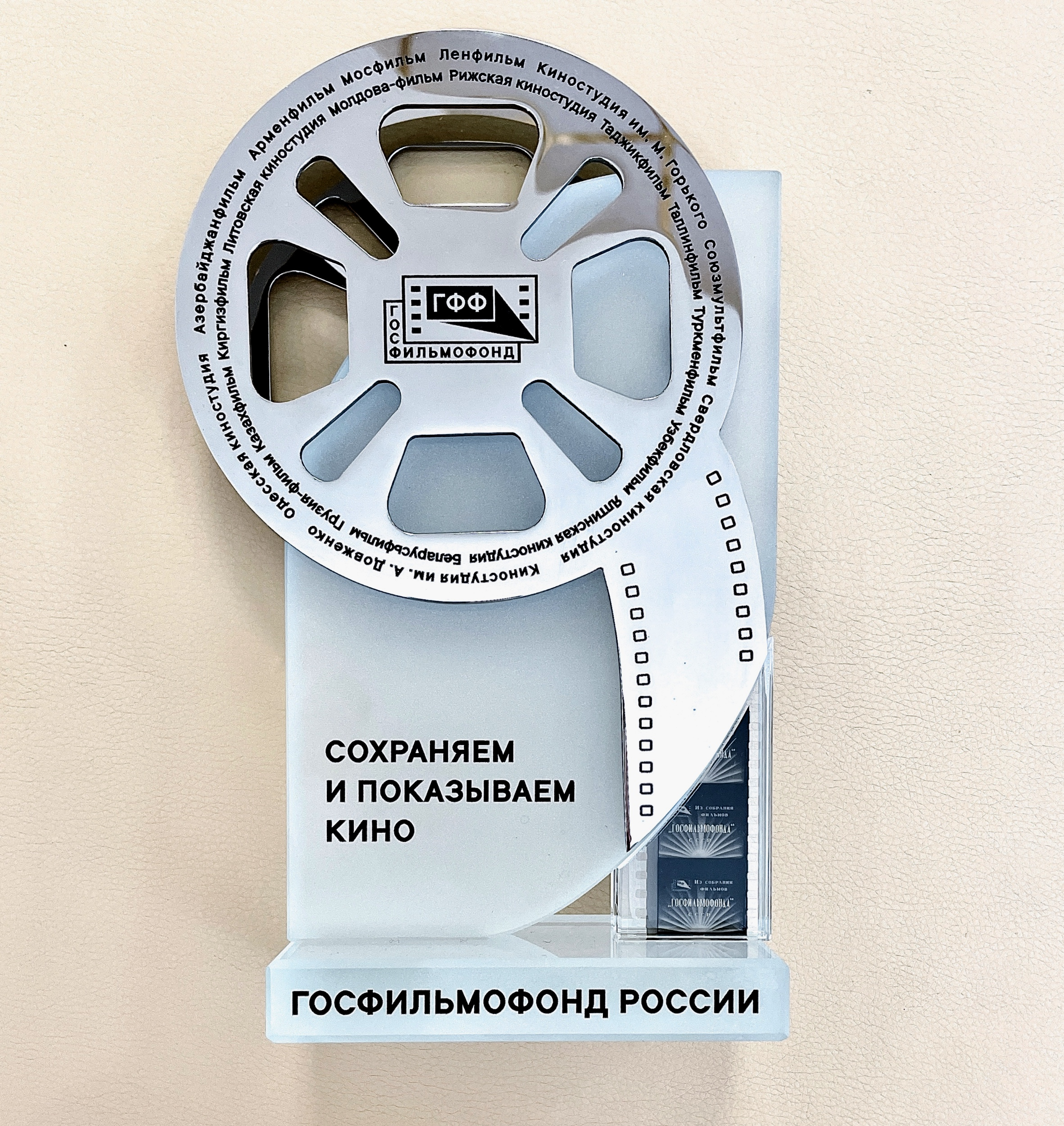
Материалы: стекло, металл, пленка. Вес: 1 кг.

Специальный приз Госфильмофонда России учреждён в 2022 году. Он вручается за сохранение традиций отечественного кинематографа. Первыми обладателями приза стали создатели анимационного фильма «Галчонок», режиссёр Марат Нариманов и композитор Константин Борисов. Приз был вручен на Втором международном киномузыкальном фестивале Kinorex 23 апреля 2022 года.

## Галерея

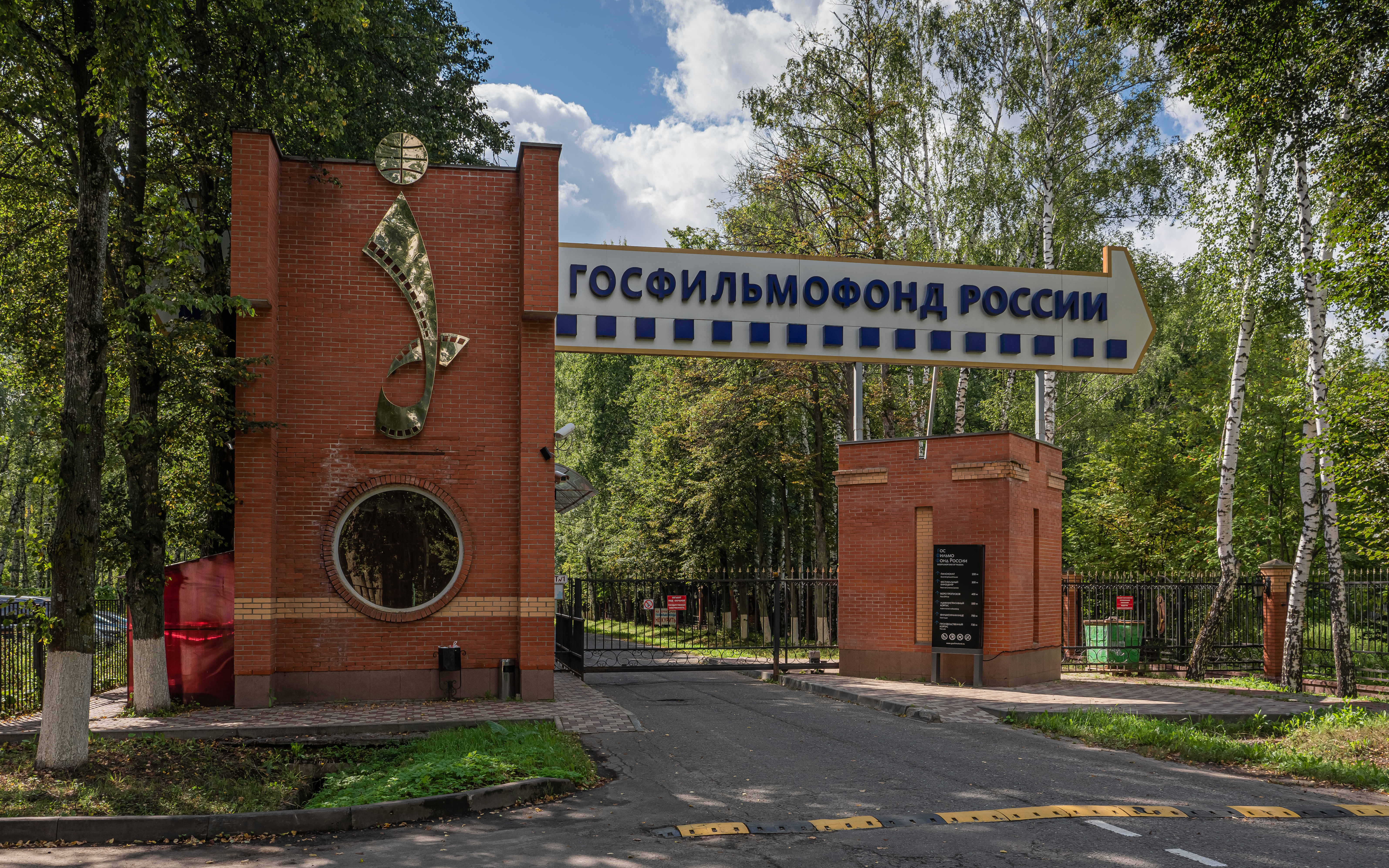
Проходная Госфильмофонда со стороны Белых Столбов
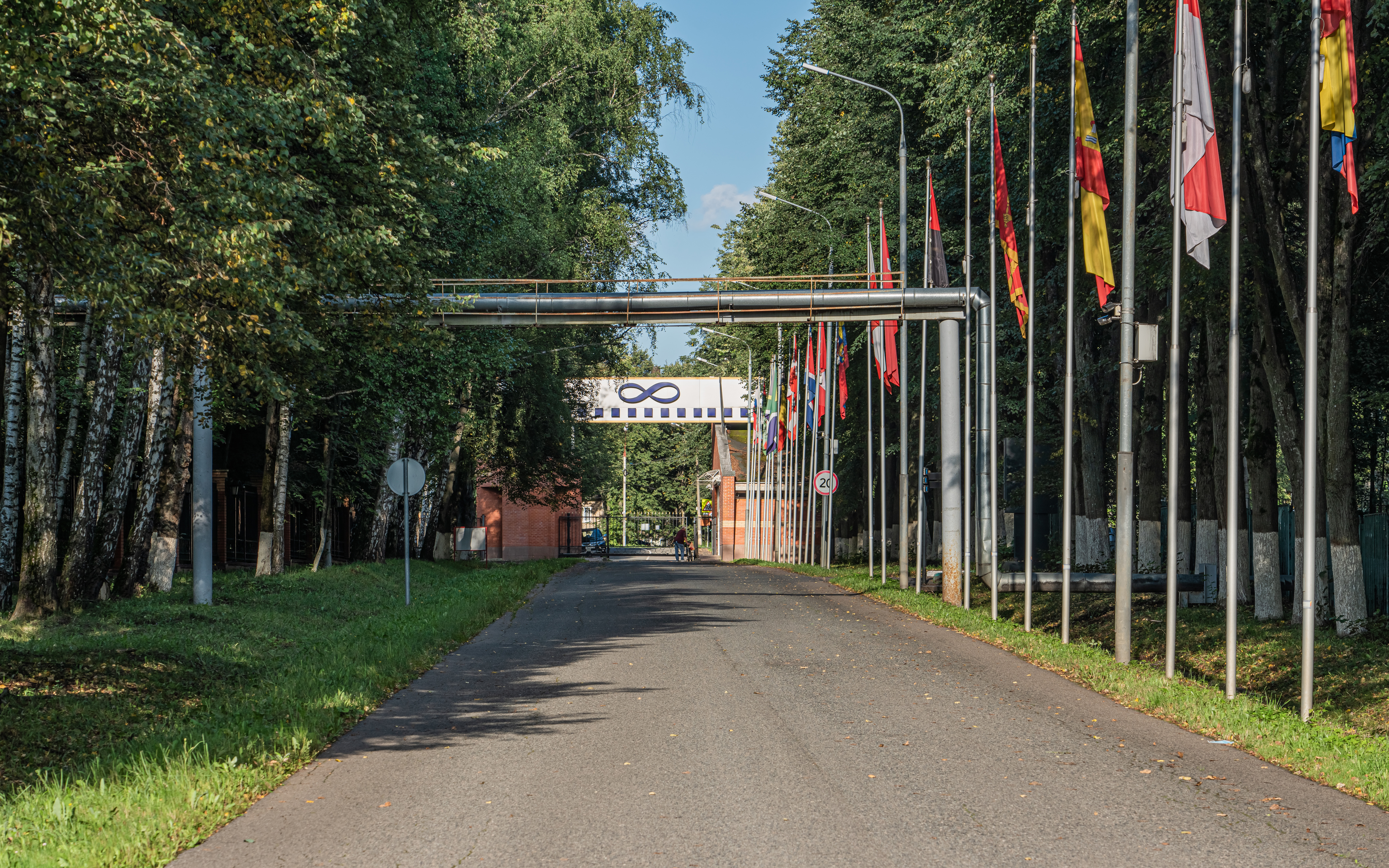
Главная аллея
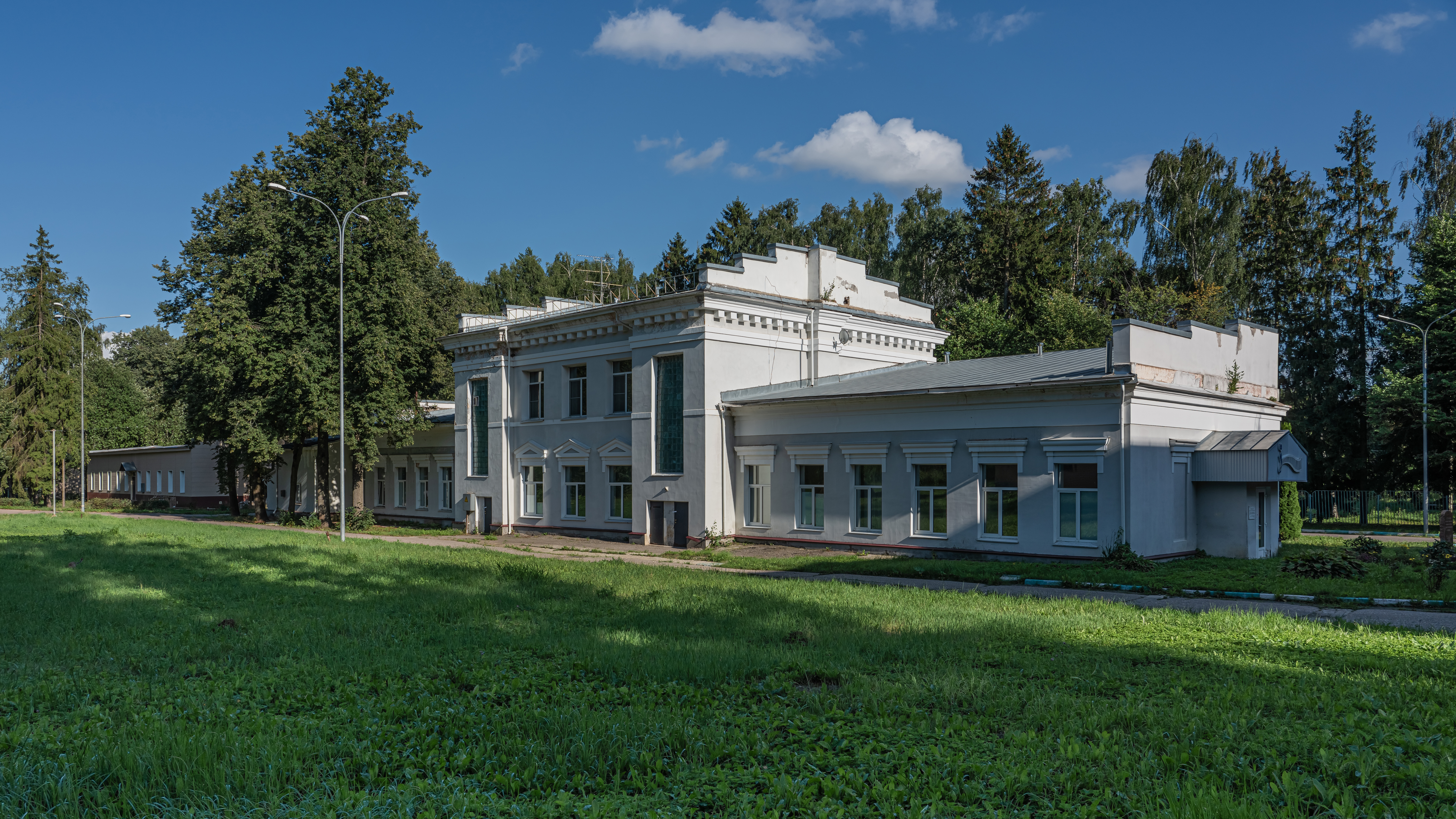
Старый административный корпус
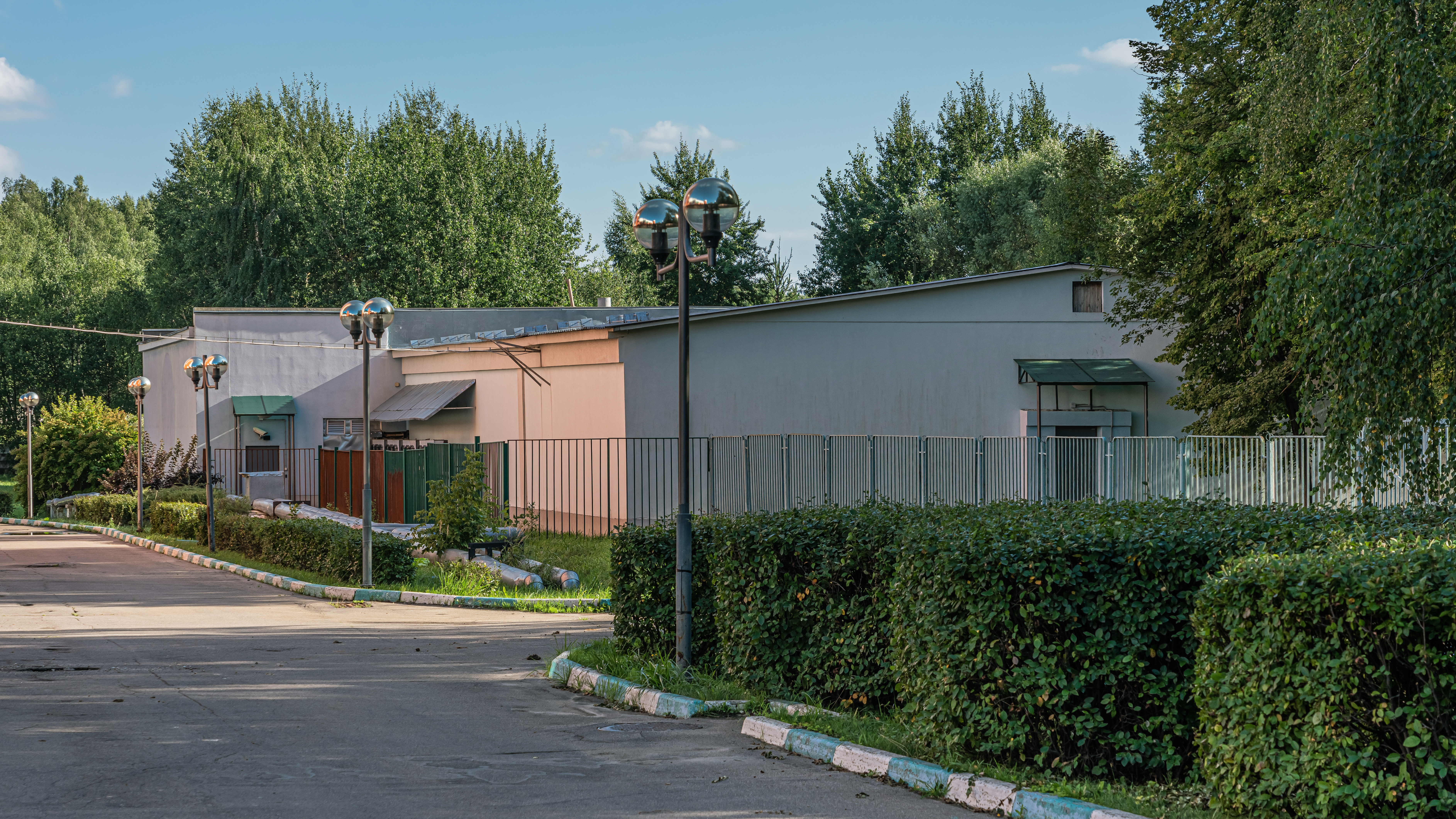
Один из корпусов фильмохранилища
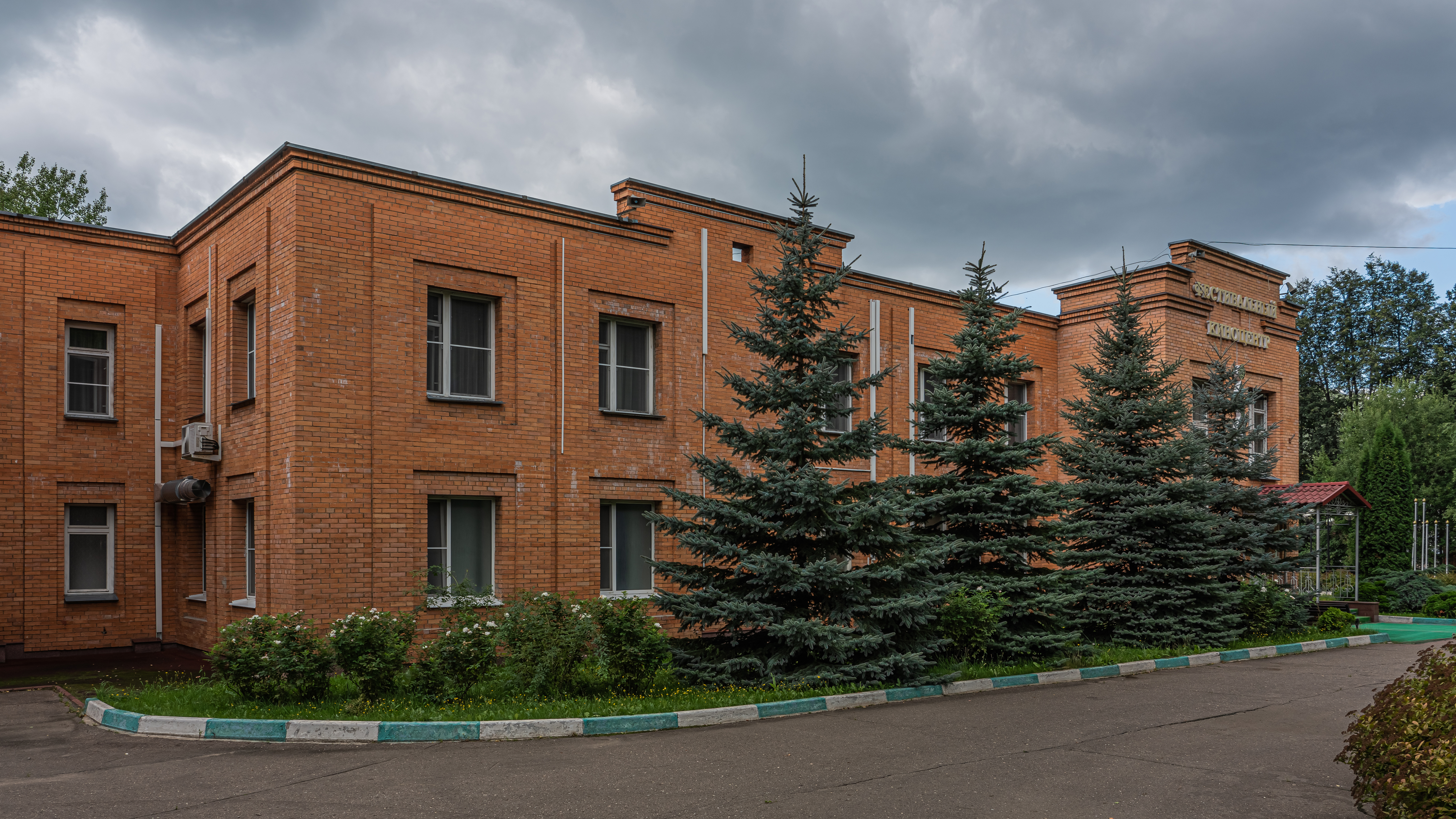
Здание фестивального киноцентра
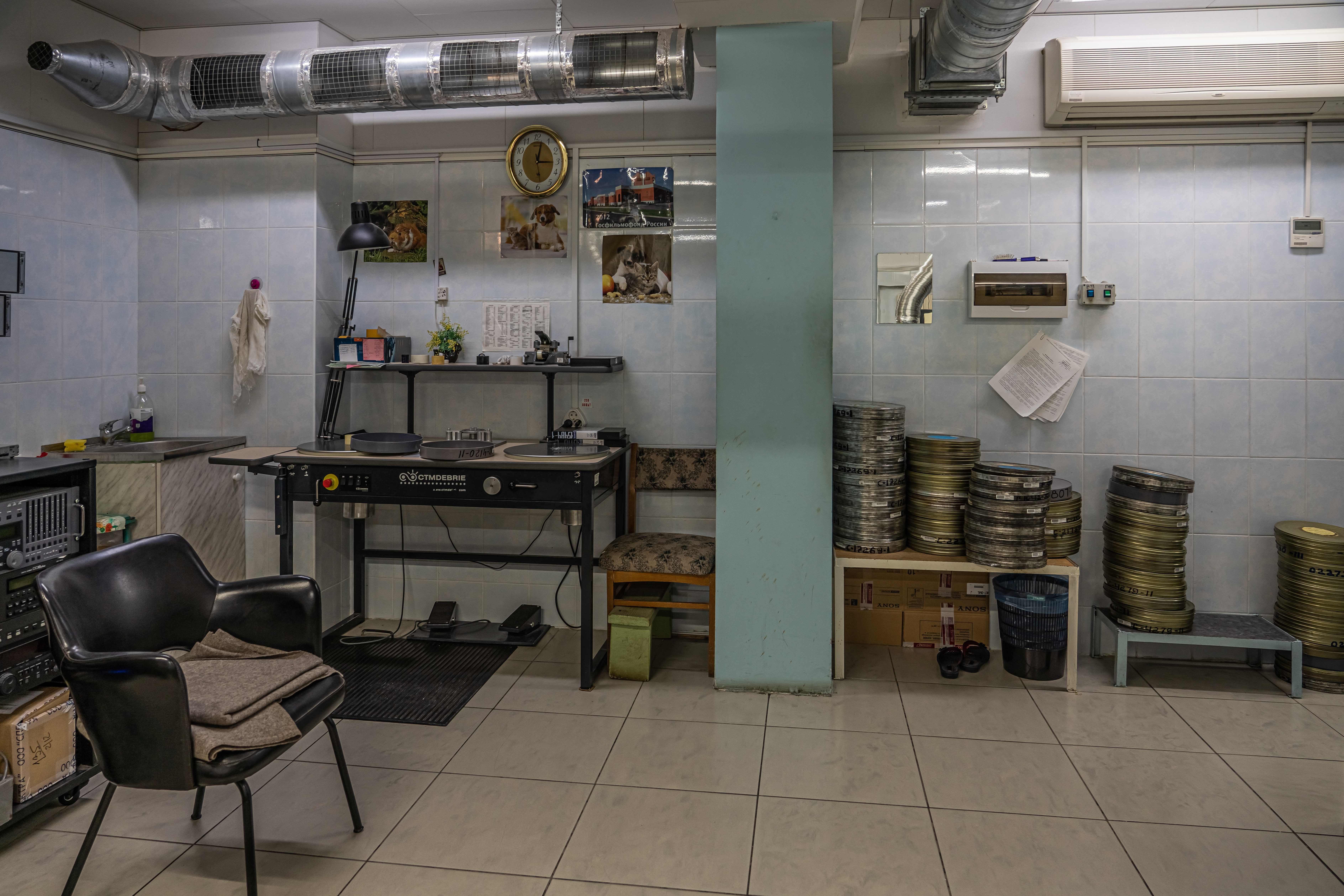
Главный корпус, монтажная мастерская при кинозале